# Archie Shepp

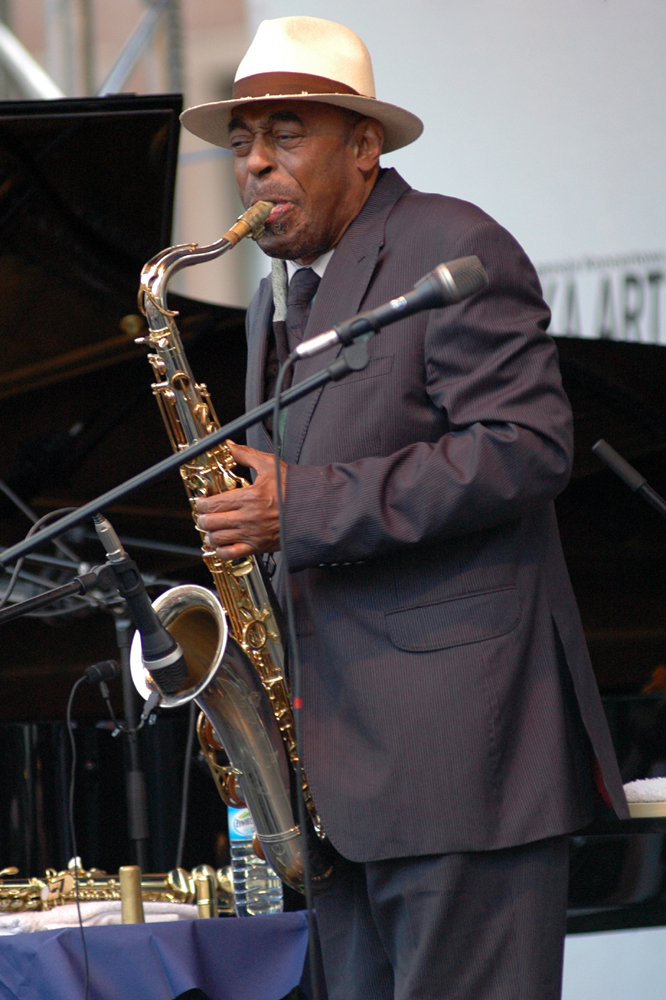
Archie Shepp bei einem Konzert in Warschau im Juli 2008

Archie Vernon Shepp (* 24. Mai 1937 in Fort Lauderdale, Florida) ist ein US-amerikanischer Jazzmusiker (Tenor- und Sopransaxophon, Piano), Komponist, Sänger sowie Literatur- und Theaterwissenschaftler. Er gilt als einer der wichtigsten Intellektuellen des modernen Jazz.

## Leben und Wirken
Shepp wuchs in  Philadelphia auf, wo er zunächst das Klavierspiel erlernte, außerdem Klarinette und Altsaxophon; dann wechselte er zum Tenorsax. Er spielte in lokalen Rhythm & Blues-Bands und lernte dabei Lee Morgan, Cal Massey, Jimmy Heath und John Coltrane kennen. Shepp studierte  von 1955 bis 1959 Literaturwissenschaft am Goddard College; nach seiner Graduierung zog er nach New York City. Dort begann Shepp seine professionelle Karriere als Musiker 1960 in der Band von Cecil Taylor und wirkte in dem Film The Connection mit. 1963 war er Mitglied der New York Contemporary Five, zu denen Don Cherry und John Tchicai sowie der Bassist Don Moore und der Schlagzeuger J. C. Moses gehörten; die Band war aus einer kurzlebigen Formation hervorgegangen, die Shepp gemeinsam mit Bill Dixon geleitet hatte. Mit Tchicai und Cherry tourte er 1964 in der Sowjetunion, der Tschechoslowakei und in Finnland, wo sie auf dem Jazz Festival in Helsinki auftraten.
Nach Probeaufnahmen im Frühjahr  – veröffentlicht 2023 unter dem Titel Derailleur: The 1964 Demo Session –  nahm er im August 1964 eine erste Session unter eigenem Namen auf, das Album Four for Trane für Impulse!.
Danach arbeitete er u. a. mit John Tchicai, Don Cherry und mit John Coltrane, mit dem er in New Yorker Clubs spielte; 1965 wirkte er auf Coltranes Album Ascension mit. Sein Auftritt auf dem Newport Jazz Festival wurde zusammen mit Coltranes Musik auf Impulse! veröffentlicht (New Thing at Newport); besonders durch die Unterstützung durch Coltrane etablierte sich Archie Shepp als Künstler der Jazz-Avantgarde in den USA und weltweit.
In unterschiedlichen Besetzungen folgten unter eigenem Namen bahnbrechende Aufnahmen (u. a. mit Roswell Rudd, Bobby Hutcherson, Beaver Harris und Grachan Moncur III), die Shepp zu einem der wichtigsten Protagonisten der Jazz-Avantgarde und des Free Jazz in den 1960er Jahren machten. Ebenso wirkte er bei Clifford Thorntons Album Ketchaoua (1969) mit. 
Archie Shepp war nicht nur musikalischer Pionier, sondern auch politisches und soziales Sprachrohr eines neuen schwarzen Selbstbewusstseins; so schrieb er 1965 im Down Beat: „I am an anti-fascist artist“. Ein Höhepunkt des politischen Engagements des „angry young man“ war der Auftritt beim Panafrikanischen Festival 1969 in Algier.   
Trotz aller neutönerischen Radikalität war Shepps Musik immer weniger abstrakt als die anderer Avantgardisten dieser Ära; so stand Shepps starke emotionale Spielweise immer in der Tradition der großen Swing-Saxophonisten wie Ben Webster oder Coleman Hawkins, die auf dem Wechselspiel rauer und zart gehauchter Töne, verschiedener Register und Lautstärkestufen beruht.

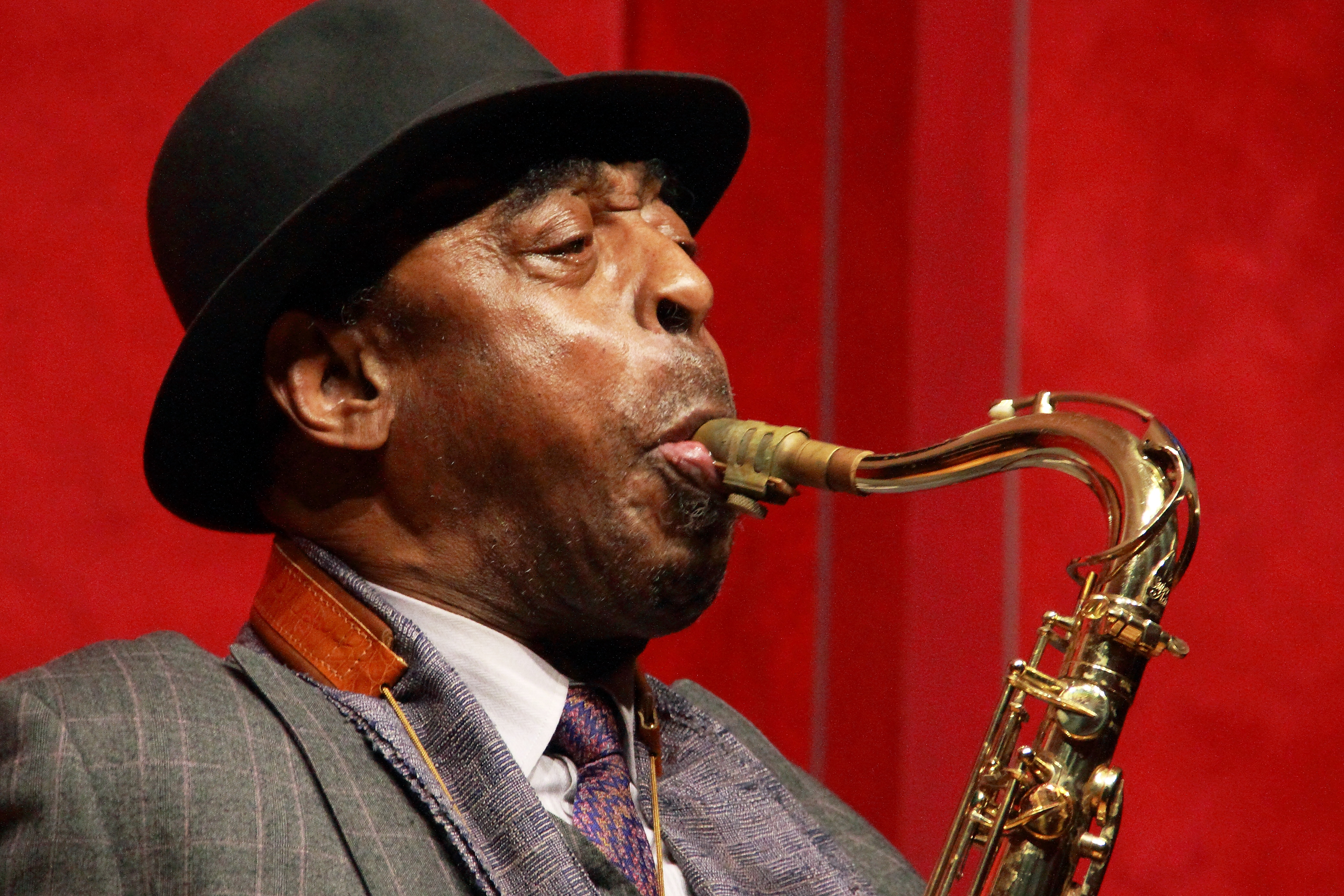
Konzert im Roten Saal des Deutschordensmuseum Bad Mergentheim, 2016

Ab Mitte der 1960er Jahre arbeitete Shepp mit eigenen Formationen; 1967 hatte er ein Oktett, mit dem er Mama Too Tight aufnahm und dabei Ellington-Einflüsse, R&B-Rhythmen, Marschmusik-Elemente einbezog; 1968 nahm er in Sextett-Besetzung mit  Jimmy Owens, Grachan Moncur III und Walter Davis Jr. das Album The Way Ahead auf. 1969 arbeitete er mit dem Trompeter Cal Massey zusammen, spielte dessen Kompositionen und tourte mit ihm durch Europa und Nordafrika, wo Shepp mit dem Dichter Haki R. Madhubuti auf dem Pan-African Festival auftrat. Anfang der 1970er Jahre arbeitete Shepp erneut mit Massey bei der Produktion Lady Day: A Musical Tragedy zusammen, die in der Brooklyn Academy of Music uraufgeführt wurde. Danach schrieb Shepp noch weitere Stücke und hielt Kurse an der University at Buffalo, seit 1973 an der University of Massachusetts.
In den 1970er und 1980er Jahren wurde Shepps Spiel immer stärker mit Elementen traditioneller afroamerikanischer Musik durchsetzt. Blues, Gospel und Spiritual sind für Shepp die ureigenen Ausdrucksmittel der Schwarzen in den USA. Er wollte ihnen eine Musik geben, mit der sich die diskriminierte schwarze Community in den Ghettos identifizieren konnte.
2004 erfüllte sich Archie Shepp mit der Gründung eines eigenen Labels Archieball zusammen mit seiner Partnerin Monette Berthomier in Paris einen lang gehegten Traum. Das Label soll dabei nicht nur eigenen Produktionen, sondern auch als Plattform für junge afroamerikanische Jazzmusiker dienen. Es erschienen auch Werke und Kollaborationen mit Künstlern wie Jacques Coursil, Mônica Passos, Bernard Lubat und Frank Cassenti.
Zu seinem 75. Geburtstag wurde Shepp 2012 die Ehrendoktorwürde der American University of Paris verliehen.

## Auswahl-Diskographie
| - Archie Shepp – Bill Dixon Quartet (Savoy, 1962) - New York Contemporary Five (Storyville, 1963) - Four for Trane (Impulse!, 1964) - New Thing at Newport (Impulse!, 1965) - Fire Music (Impulse!, 1965) - On This Night (Impulse!, 1965) - Live in San Francisco (Impulse!, 1966) - Mama Too Tight (Impulse!, 1966) - Live at the Donaueschingen Music Festival (MPS 1967) - The Way Ahead (Impulse!, 1968) - Blasé (BYG actuel, 1969) mit Jeanne Lee - Yasmina, a Black Woman (BYG actuel, 1969) - Live at the Pan African Festival (BYG actuel, 1969) - For Losers (Impulse!, 1970) - Things Have Got to Change (Impulse!, 1971) - The Cry of My People (Impulse!, 1972) - Attica Blues (Verve, 1972) - Kwanza (Impulse!, 1974) | - A Sea of Faces (Black Saint, 1975) - Steam (Enja, 1976) - Max Roach/Archie Shepp Force (1976) - Goin’ Home (Steeplechase, 1976) - Lady Bird (Denon, 1978) - Max Roach/Archie SheppThe Long March (Hat ART, 1979) - Looking at Bird (Steeplechase, 1980) - Archie Shepp & Jasper van't Hof Mama Rose (Steeplechase, 1985 (rec. 1982)) - Archie Shepp & Chet Baker In Memory of (L+R, 1988) - I Didn't Know About You (Timeless, 1990) - Roswell Rudd & Archie Shepp Live in New York (Verve, 2000) - Archie Shepp & Mal Waldron Left Alone Revisited (Enja, 2002) - Archie Shepp I Know About The Life (HatHut, 2003) - Archie Shepp & Siegfried Kessler First Take (2003) - Phat Jam in Milano (Dawn of Freedom, 2009) - Archie Shepp & Joachim Kühn Wo!man (ArchieBall, 2010) - Archie Shepp Attica Blues Orchestra: I Hear the Sound (2013) - Archie Shepp & Jason Moran: Let My People Go (2021) |

Shepp wirkte außerdem an Alben von John Coltrane, Alice Coltrane (The Carnegie Hall Concert), Johnny Copeland, Dave Burrell, Kahil El’Zabar, Chico Hamilton, Karin Krog, Yusef Lateef, Grachan Moncur III, Abdullah Ibrahim, Buell Neidlinger und Cecil Taylor mit.

## Literatur

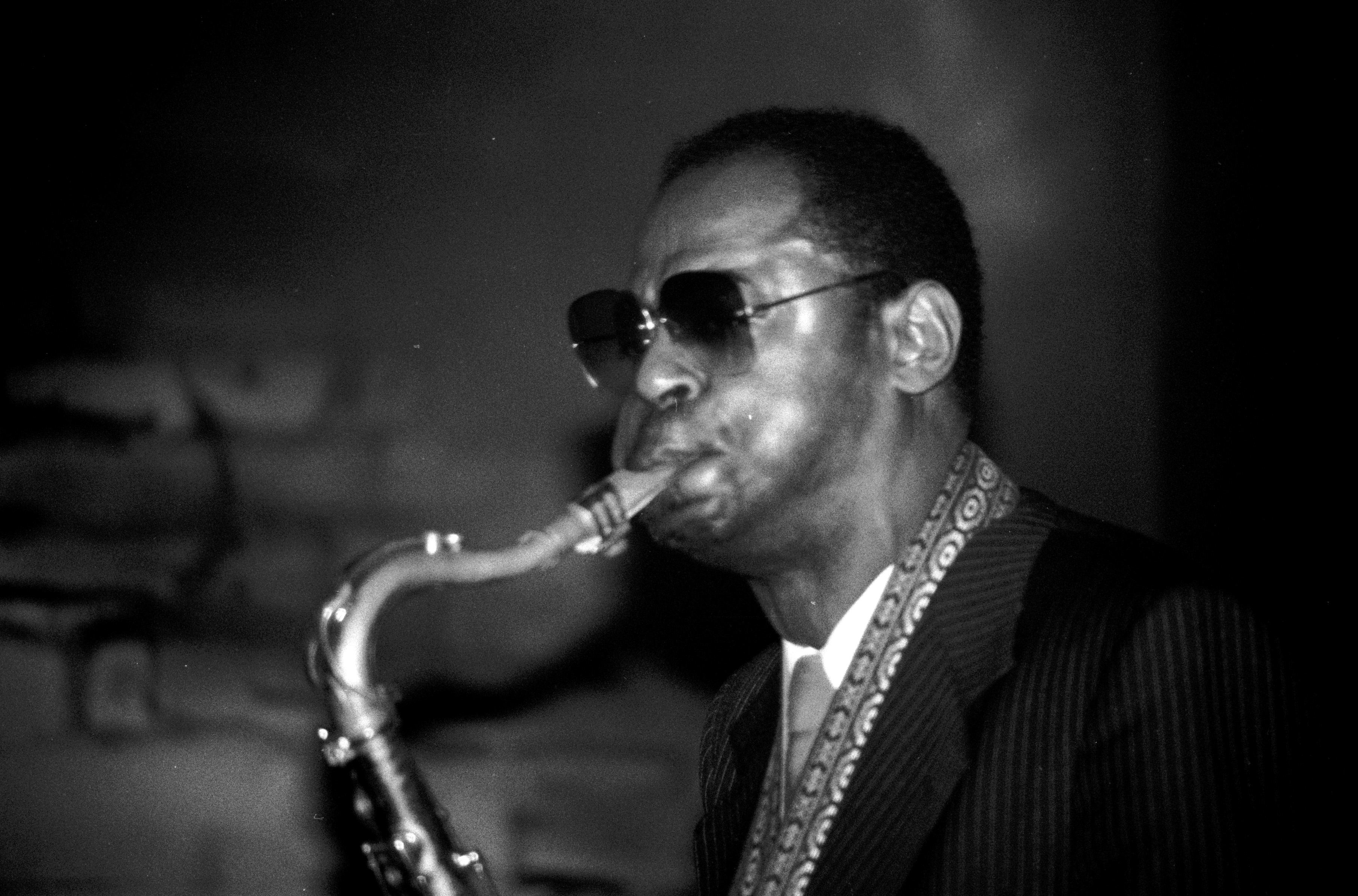
Archie Shepp 1982 in Frankreich